# Вельо Дебелянов
Вельо Иванов Дебелянов е български архитект.

## Биография
Роден е през 1892 г. в Копривщица. Майка му е Екатерина Сапунджиева, а баща му Иван е абаджия. Първи братовчед е на поета Димчо Дебелянов. Основното си образование получава в родния си град, а след това завършва Първа мъжка софийска гимназия. През 1911 г. започва да учи архитектура в Прага. Прекъсва, за да участва в Балканската и в Първата световна война. Изпратен е в Скопската школа за запасни офицери при полк. Борис Дрангов. Първоначално участва като взводен командир, а след това става командир на рота. Взема участие в боевете при Топрахисар, Кюстендил, а при село Каракьой е тежко ранен и е изпратен на лечение. След това е изпратен в Бюрото за издирване и украсяване на военните гробове в Скопие. През 1919 г. продължава обучението си в Прага, където завършва. Установява се в София, основавайки архитектурното дружество „Дебелянов – Бояджиев“. В него работи в продължение на 17 години. Предприема пътешествие до Александрия и Кайро, за да се запознае с местата, където са търгували копривщенци. През 1938 г., по предложение на Рашко Маджаров, е избран за кмет на Копривщица. В това време измества коритото на Бяла река и създава парка в града, изработва плановете и построява банята, модерна мандра, мелница и хижа „Богдан“. След това е назначен за областен архитект на Враца, по-късно става архитект в Софийския окръжен народен съвет.
Като архитект участва в проектирането и строежа на жп гарите в Челопеч, Златица, Пирдоп, Копривщица, Стряма. Включва се при строителството на ЦУМ в София. Работи по възстановяването на родната къща на Димчо Дебелянов. Ръководи строежа на хотел „Балкантурист“ в Копривщица, както и водопровода на града.
Вельо Дебелянов пише дописка до пресата за запазване на архитектурно наследство на Копривщица, която по-късно прераства в официално изложение до министър-председателя на България, до БАН, до Комитета за наука, изкуство и култура, до Министерството на комуналното стопанство и благоустройство, до управата на Софийския окръжен народен съвет, до управата на Народния, Етнографския и Археологическия музей. В изложението си декларира необходимостта от запазването на Копривщица като старинен град, съкровищница на история, култура, архитектура и утвърждаването ѝ като град музей.
На 29 март 1951 г. комисия, назначена от Министерство на комуналното стопанство и благоустройство, обхожда града и набелязва по-ценните сгради, които трябва да се запазят в най-скоро време. Списъкът включва 42 обекта. Сред тях са къщите на Любен Каравелов, Тодор Каблешков, Петко Доган, Петко Лютов, Панчо Млъчков, Георги Бенковски, Дядо Либен, а също и Чалъковата къща, къщите на Хаджи Генчо, Генчо Стайков, Павел Бозов, Кантарджийската къща, Десьовската къща, Михаил-Маджаровата къща (изгоряла през 2001 г.), Госбаровата къща, къщата на Душко Рашнов, Фингаровата къща и Иван-Брайковата къща. В списъка са включени и училището, гимназията, църквите „Св. Богородица“ и „Св. Николай“, старата аптека (спицерия), къщите на Рашко Налбантов, Лико Мерджанов, хаджи Никола Тороманов, Тодор Духлеков, Драгийската къща и на Геро Душков. Включени са и Калъчовият и Пейовският мост, четирите сводести моста над Кьосово дере и мостът над река Петрешка. Чешмите за опазване са девет: Моровянка – пред църквата „Св. Николай“, Мирчовата, Десьовската, Пейовската, Райновец чешма, Догановската, Беневската, Чалъковата и Дековата. По инициатива на Вельо Дебелянов, през 1952 г. Копривщица е обявена за град музей.
Вельо Дебелянов е почетен член на Съюза на архитектите в България и е удостоен с грамота за активна архитектурна и обществена дейност. Умира през 1973 г.